# Jorge Iván Pérez
Jorge Iván Pérez (Tandil, Buenos Aires, 23 de mayo de 1990) es un futbolista argentino. Juega como mediocampista central y su primer equipo fue Independiente. Actualmente forma parte del plantel de Universidad O&M FC de la Liga Dominicana de Futbol.

## Trayectoria
Originario de la ciudad de Tandil, se integró a las inferiores del Independiente, donde debutaría en primera división en 2008.
Marcó su primer gol en la Primera División el 8 de abril de 2011, ante Godoy Cruz en el Libertadores de América. En el Torneo Apertura 2011, marcó 2 goles, uno fue contra All Boys y el otro fue contra Olimpo en la goleada de Independiente por 3 a 0. A partir del 2015, quedó con el pase en su poder.
En julio de 2017 fue contratado por Aldosivi, equipo con el que se consagraría campeón del Campeonato de Primera B Nacional 2017-18.

## Clubes
| Club                     | País                 | Año           |
| ------------------------ | -------------------- | ------------- |
| Independiente            | Argentina            | 2008-2012     |
| Banfield                 | Argentina            | 2012-2013     |
| San Martín (San Juan)    | Argentina            | 2013-2014     |
| Independiente            | Argentina            | 2014          |
| Freamunde                | Portugal             | 2015-2017     |
| Aldosivi (Mar del Plata) | Argentina            | 2017-2018     |
| Santamarina (Tandil)     | Argentina            | 2018-2019     |
| Cibao FC                 | República Dominicana | 2020-2021     |
| Jarabacoa FC             | República Dominicana | 2022-2023     |
| Universidad O&M FC       | República Dominicana | 2024-presente |

## Palmarés

### Campeonatos nacionales
| Título             | Club     | País      | Año     |
| ------------------ | -------- | --------- | ------- |
| Primera B Nacional | Aldosivi | Argentina | 2017-18 |

### Copas internacionales
| Título            | Club          | Sede       | Año  |
| ----------------- | ------------- | ---------- | ---- |
| Copa Sudamericana | Independiente | Avellaneda | 2010 |